# Thrixspermum fragrans
Thrixspermum fragrans là một loài thực vật có hoa trong họ Lan. Loài này được Ridl. miêu tả khoa học đầu tiên năm 1921.